# مطالعات جانوری
مطالعات جانوری رشته‌ای است که اخیراً شناخته شده و در آن جانوران به روش‌های مختلف بین رشته‌ای مورد مطالعه قرار می‌گیرند. محققانی که به مطالعات جانوری می‌پردازند، ممکن است به‌طور رسمی در زمینه‌های مختلفی از جمله جغرافیا، تاریخ هنر، انسان‌شناسی، زیست‌شناسی، مطالعات فیلم، جغرافیا، تاریخ، روان‌شناسی، مطالعات ادبی، موزه‌شناسی، فلسفه، ارتباطات و جامعه‌شناسی آموزش ببینند. آنها با به‌کارگیری دیدگاه‌های نظری مختلف، با پرسش‌هایی در مورد مفاهیم «جانور» یا «جانورشدن» درگیر می‌شوند تا بازنمایی‌های انسان‌ساز و ایده‌های فرهنگی در بارهٔ «جانور» و اینکه انسان بودن چیست را درک کنند. با استفاده از این دیدگاه‌ها، کسانی که در مطالعات جانوری شرکت می‌کنند، به دنبال درک روابط انسان و جانور در حال حاضر و در گذشته هستند که توسط دانش ما از آنها تعریف شده‌است. از آنجایی که این رشته هنوز در حال توسعه است، محققان و دیگران تا حدودی آزادی دارند تا معیارهای خود را در بارهٔ اینکه چه موضوعاتی ممکن است این رشته را ساختار دهد، تعریف کنند.